# Lake Bellová
Lake Bellová (rozená Lake Siegel Bell; * 24. března 1979, New York, USA) je americká herečka, režisérka a scenáristka. Známá je například díky roli ve filmech Převrat, v hlavní roli s Piercem Brosnanem a Owenem Wilsonem, Nějak se to komplikuje nebo Mejdan v Las Vegas. V originálním znění též dabovala postavu Koule ve filmu Tajný život mazlíčků. Bývá označována za sexuální symbol prvního desetiletí 21. století.

## Život
Lake Bell, celým jménem Lake Siegel Bell, se narodila 24. března 1979 v New Yorku. Její matka Robin Bell je původem židovka a vlastnila návrhářskou firmu Robin Bell Design, zatímco její otec Harvey Siegel je protestant a developer. Bellová později uvedla, že „vyrůstala v komicky dysfunkční rodině“. Nejdříve studovala na manhattanské dívčí škole Chapin, poté na soukromé Westminster School v Connecticutu. Dospívání prožila na Floridě ve městě Vero Beach. Absolvovala na Skidmore College v Saratoga Springs a následně se přestěhovala do Londýna na Rose Bruford College. Zde se začala naplno věnovat divadlu a působila v množství zdejších divadelních inscenací, jako je například Racek.
Krátce chodila se svým kolegou z filmu Hrdost a sláva, Colinem Farrellem. Od roku 2011 pak byla ve vztahu s umělcem Scottem Campbellem, který je známý především jako tatér hvězd jako jsou Robert Downey Jr., Courtney Love nebo Orlando Bloom. Pár se seznámil během natáčení jedné z epizod druhé řady seriálu Jak dobýt Ameriku, kde Bellová ztvárnila jednu z hlavních postav a na její narozeniny v březnu 2012 se zasnoubili. 1. června 2013 se pak v New Orleans odehrála svatba. Koncem října 2014 se dvojici narodila dcera pojmenovaná Nova a v květnu 2017 i syn Ozgood, zkráceně Ozzi.

## Kariéra

### Herectví

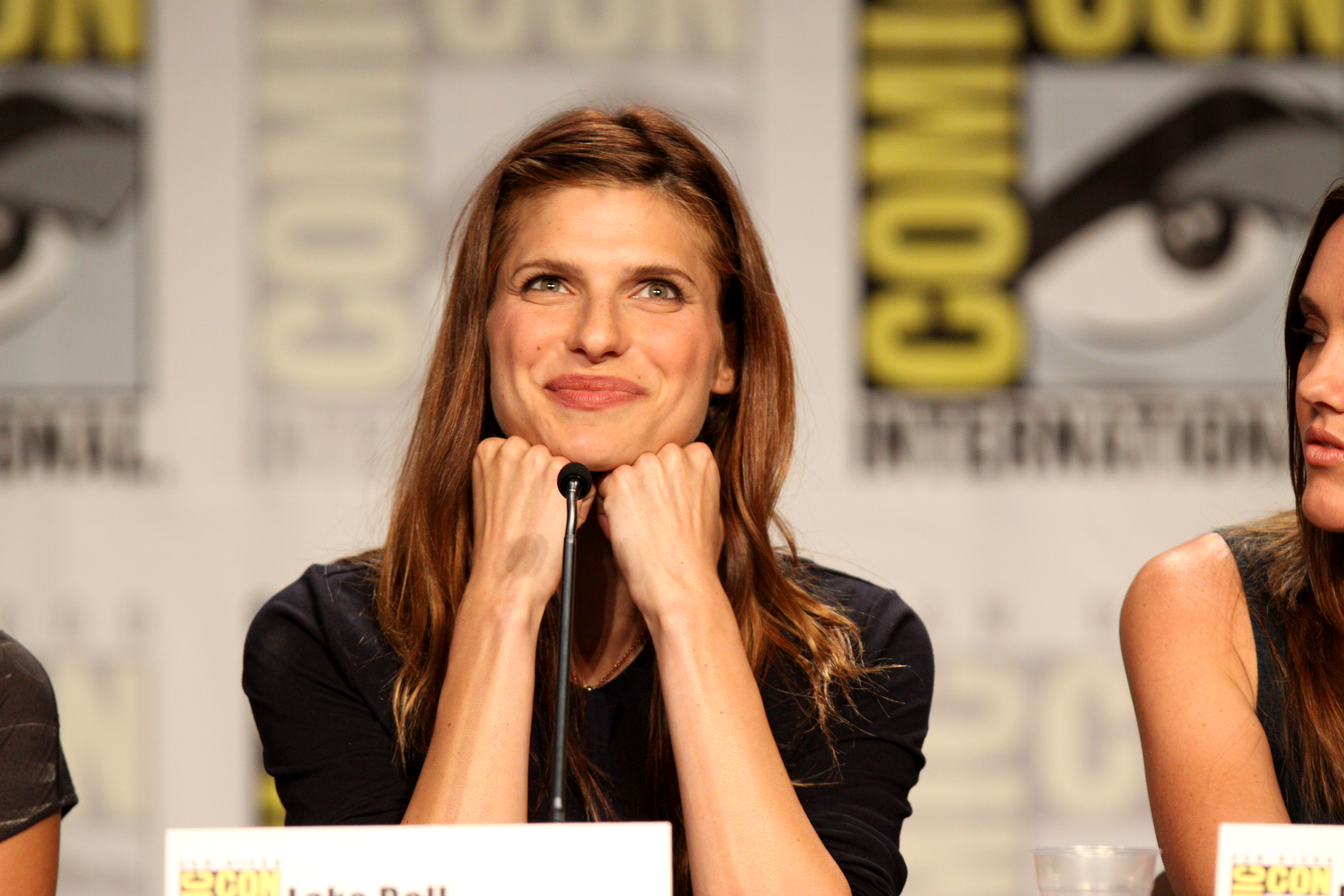
Lake Bell na San Diego Comic-Con International (2011)

První hereckou roli získala v roce 2002 v americkém drama filmu Speakeasy, byla také obsazena do dvou epizod seriálu Pohotovost. Významnější postavu ale poprvé ztvárnila až v roce 2008 v komedii s Cameron Diaz a Ashtonem Kutcherem Mejdan v Las Vegas. Ještě toho roku byla hlavní aktérkou filmu Jen přes její mrtvolu a byla obsazena ve snímku Hrdost a sláva jakožto manželka hlavního hrdiny, kterého ztvárnil Colin Farrell. O tři roky později se ve filmu objevila opět společně s Ashtonem Kutcherem, tentokrát v Hlavně nezávazně. Jako jedna z hlavních postav, doktorka Catholomule „Cat“ Black účinkovala v satirickém komediálním seriálu Childrens' Hospital, ve čtvrté sérii též režírovala dvě epizody: The Boy with the Pancakes Tattoo, jako parodii na román Muži, kteří nenávidí ženy, a A Kid Walks in to a Hospital.
V roce 2009 si ve filmu Nějak se to komplikuje zahrála roli Agness, manželku hlavního hrdinky Jakea (Alec Baldwin). O rok později dabovala v originálním znění čarodějnice v Shrek: Zvonec a konec. Hlasovou roli získala i v letech 2014, jako hlas Mony Lisy v Dobrodružství pana Peabodyho a Shermana, a 2016, jako Koule v Tajný život mazlíčků. V letech 2010 až 2011 ztvárnila postavu Rachel Chapmanové v seriálu Jak dobýt Ameriku. O rok později si po boku Kate Bosworthové zahrála v thrilleru Black Rock.
Jakožto režisérka, a zároveň i scenáristka, debutovala v roce 2010 svým filmem Worst Enemy. Do hlavní role obsadila Michaelu Watkinsovou, Matta Walshe a Lindsay Sloane. Se Sloanovou se již jako herečka setkala na natáčení Jen přes její mrtvolu a v roce 2011 i v A Good Old Fashioned Orgy. Naopak pro Watkinsovou se jednalo prakticky o filmový debut, předtím hrála pouze v seriálech. Snímek Worst Enemy měl premiéru na Sundance Film Festival a později se promítal i na Nantucket Film Festival a dalších filmových festivalech. Roku 2013 natočila další film, tentokrát nejen jako režisérka a scenáristka, ale i jako hlavní hrdinka a producentka. Do filmu s názvem Hlas obsadila Roba Corddryho, Evu Longoriu, Alexandru Holden a Kena Marina, ale také Michaelu Watkins ze svého předchozího filmu. Měl premiéru opět na Sundance Film Festival.
V roce 2017 byla obsazena do několika filmů, mezi nimi i komedie Který je ten pravý?, kde si zahrála po boku Reese Witherspoonové, a drama Trestanec, v hlavní roli s Nikolajem Coster-Waldau.

### Modeling
Bývá považována za sexuální symbol prvního desetiletí 21. století. Americký magazín Femme Fatales' zařadil mezi jednu z 50. nejvíce sexy žen pro rok 2003: umístila se na 45. místě. Časopis Vogue ji zase označil za 6. nejlépe oblékanou ženu roku 2007. Na seznamu Maxim Hot 100 za rok 2008 byla na 32. místě, roku 2012 pak ve stejném žebříčku na 44. místě. V roce 2007 se účastnila focení pro GQ, o rok později pak pro Marie Claire. Dále se objevila i v magazínech Elle, Maxim nebo Esquire, Roku 2011 účinkovala na týdnu módy v Miláně, o dva roky později na newyorském týdnu módy.

## Filmografie

### Film

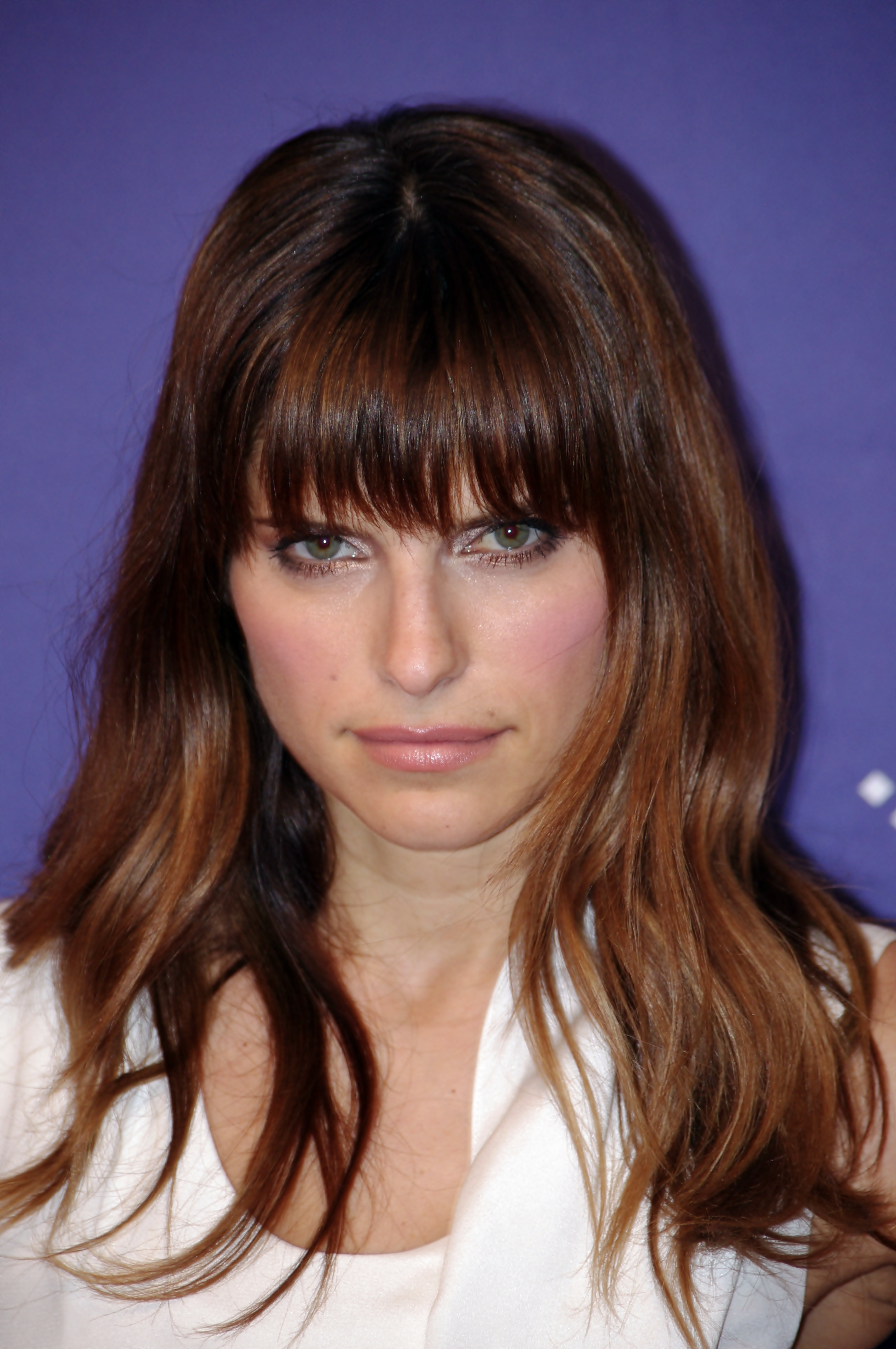
Lake Bell na premiéře filmu A Good Old Fashioned Orgy

| Rok  | Název                                                            | Role                                   | Poznámky                                           |
| ---- | ---------------------------------------------------------------- | -------------------------------------- | -------------------------------------------------- |
| 2002 | Speakeasy                                                        | Sara Marnikov                          |                                                    |
| 2003 | Válečné příběhy                                                  | Nora Stone                             |                                                    |
| 2003 | Líbí se mi co děláš                                              | Felicia                                |                                                    |
| 2004 | Fresh out of Tears                                               | Leila                                  | krátkometrážní                                     |
| 2004 | Slammed                                                          | Gina Micelli                           |                                                    |
| 2006 | Rampage: The Hillside Strangler Murders                          | Jillian Dunne                          |                                                    |
| 2008 | Mejdan v Las Vegas                                               | Tipper                                 |                                                    |
| 2008 | Jen přes její mrtvolu                                            | Ashley                                 |                                                    |
| 2008 | Under Still Waters                                               | Charlie                                |                                                    |
| 2008 | Jen přes její mrtvolu                                            | Ashley                                 |                                                    |
| 2008 | Mejdan v Las Vegas                                               | Tipper                                 |                                                    |
| 2008 | Hrdost a sláva                                                   | Megan Egan                             |                                                    |
| 2008 | Prop 8: The Musical                                              | strašidelné katolické školačky z pekla | krátkometrážní pro Funny or Die                    |
| 2009 | Nějak se to komplikuje                                           | Agness Adler                           |                                                    |
| 2010 | Shrek: Zvonec a konec                                            | Čarodějnice                            | dabing                                             |
| 2010 | Burning Palms                                                    | Mary Jane                              |                                                    |
| 2010 | The Doctors of Children's Hospital Answer Your Medical Questions | Dr. Cat Black                          | krátkometrážní pro Funny or Die                    |
| 2010 | 10 Minutes                                                       | seba sama                              | krátkometrážní pro Funny or Die                    |
| 2010 | Worst Enemy                                                      |                                        | krátkometrážní; pouze jako režisérka a scenáristka |
| 2011 | Malá vražda                                                      | Corey Little                           |                                                    |
| 2011 | Hlavně nezávazně                                                 | Lucy                                   |                                                    |
| 2011 | A Good Old Fashioned Orgy                                        | Alison Cohen                           |                                                    |
| 2011 | Home for Actresses                                               | Lake                                   | krátkometrážní pro Funny or Die                    |
| 2012 | Black Rock                                                       | Lou                                    |                                                    |
| 2013 | Hlas                                                             | Carol Solomon                          | též jako režisérka, scenáristka a producentka      |
| 2014 | Milionový nadhazovač                                             | Brenda Paauwe Bernstein                |                                                    |
| 2014 | Dobrodružství pana Peabodyho a Shermana                          | Mona Lisa                              | dabing                                             |
| 2015 | Vzmuž se                                                         | Nancy Patterson                        |                                                    |
| 2015 | Převrat                                                          | Annie Dwyer                            |                                                    |
| 2016 | Tajný život mazlíčků                                             | Koule                                  | dabing                                             |
| 2017 | Trestanec                                                        | Kate Harlon                            |                                                    |
| 2017 | Který je ten pravý?                                              | Zoey                                   |                                                    |
| 2017 | I Do... Until I Don't                                            | Alice                                  | též jako režisérka, scenáristka a producentka      |
| 2018 | Spider-Man: Paralelní světy                                      | Vanessa Fisk                           | dabing                                             |
| 2019 | Tajný život mazlíčků 2                                           | Chloé                                  | dabing                                             |
| 2019 | Harley Quinn                                                     | Poison Ivy                             | dabing                                             |

### Televize
| Rok       | Název                                      | Role                          | Poznámky                                                 |
| --------- | ------------------------------------------ | ----------------------------- | -------------------------------------------------------- |
| 2002      | Pohotovost                                 | Jody Holmes                   | díly: "One Can Only Hope" a "Tell Me Where It Hurts"     |
| 2003      | Miss Match                                 | Victoria Carlson              | hlavní role; 18 dílů                                     |
| 2004      | The Practice                               | Sally Heep                    | 4 díly                                                   |
| 2004–2006 | Kauzy z Bostonu                            | Sally Heep                    | hlavní role (1. řada); hostující role (3. řada); 14 dílů |
| 2005–2006 | Vetřelci z hlubin                          | Laura Daughtery               | hlavní role; 15 dílů                                     |
| 2008–2016 | Childrens' Hospital                        | Dr. Cat Black                 | hlavní role; 57 dílů                                     |
| 2009      | Wainy Days                                 | Blaire                        | díl: "Dance Club"                                        |
| 2010      | Liga snů                                   | Brooke                        | díl: "The White Knuckler"                                |
| 2010–2011 | Jak dobýt Ameriku                          | Rachel Chapman                | hlavní role; 16 dílů                                     |
| 2011      | Nová holka                                 | Amanda                        | díl: "Naked"                                             |
| 2012      | Top Gear                                   | sama sebe                     | díl: "Rut's Show"                                        |
| 2012      | Tron: Povstání                             | Lux (dabing)                  | díl: "Identity"                                          |
| 2012      | Robot Chicken                              | Black Widow / Arie (dabing)   | díl: "Collateral Damage in Gang Turf War"                |
| 2013      | Newsreaders                                | Dixie Peters                  | díl: "Hair Razing"                                       |
| 2015      | Axe Cop                                    | Axe Girl (dabing)             | díl: "Ultimate Mate"                                     |
| 2015–2017 | BoJack Horseman                            | Katrina Peanutbutter (dabing) | 8 dílů                                                   |
| 2015      | Wet Hot American Summer: First Day of Camp | Donna                         | hlavní role; 7 dílů                                      |
| 2016      | Cassius & Clay                             | Shopcarter Clay (dabing)      | neprodaný televizní pilot                                |
| 2017      | Wet Hot American Summer: Ten Years Later   | Donna                         | vedlejší role; 5 dílů                                    |
| 2017      | SuperMansion                               | Millicent (dabing)            | díl: "SuperMansion: Drag Me to Halloween"                |

### Videohry
| Rok  | Název     | Role        | Poznámky |
| ---- | --------- | ----------- | -------- |
| 2009 | Prototype | Dana Mercer |          |